# Mário Sauer
Mário Sauer (* 15. května 2004) je slovenský profesionální fotbalista, který hraje na pozici záložníka za klub Toulouse FC.

## Klubová kariéra

### Žilina
Sauer debutoval ve Fortuna Lize za Žilinu proti Spartaku Trnava 16. května 2021. Ve druhém poločase nastoupil jako náhrada za Vahana Bičachčjana.

### Toulouse
V květnu 2025 podepsal smlouvu ve francouzském Toulouse FC.

## Reprezentační kariéra
Sauer hrál za slovenský tým do 19 let po boku svého mladšího bratra Leo Sauera. Oba byli vybráni do slovenského týmu do 20 let, který hrál na Mistrovství světa ve fotbale hráčů do 20 let 2023.